# Breasta
Breasta – wieś w Rumunii, w okręgu Dolj, w gminie Breasta. W 2011 roku liczyła 2231 mieszkańców.